# Orchesia keili
Orchesia keili là một loài bọ cánh cứng trong họ Melandryidae. Loài này được Roubal miêu tả khoa học năm 1933.